# Gülzow (Schleswig-Holstein)
Pour les articles homonymes, voir Gülzow.
Gülzow est une commune allemande du Schleswig-Holstein, située dans l'arrondissement du duché de Lauenbourg (Kreis Herzogtum Lauenburg), à sept kilomètres au sud de la ville de Schwarzenbek. Elle fait partie de l'Amt Schwarzenbek-Land (« Schwarzenbek-campagne ») qui regroupe 19 communes autour de Schwarzenbek. Gülzow en est la commune la plus étendue.